# Sphinxobservatorium
Het Sphinx-Observatorium is een astronomisch observatorium boven de Jungfraujoch in Bern/Wallis in Zwitserland. Het is vernoemd naar de Sfinx, een rotsachtige bergtop waarop het bouwwerk zich bevindt. Het observatorium ligt op 3.571 meter boven zeeniveau en is een van de hoogste observatoria in de wereld. Het is toegankelijk voor het publiek en is ook het op een na hoogste uitkijkplatform in Zwitserland. In de bergtop bevindt zich een tunnel met een lift die opstijgt naar het observatorium vanuit het station Jungfraujoch.
Het uitzichtplatform dat open is voor het publiek grenst aan het observatorium. Het biedt uitzicht op de pieken van de Jungfrau, Mönch en Eiger, alle binnen een paar kilometer.

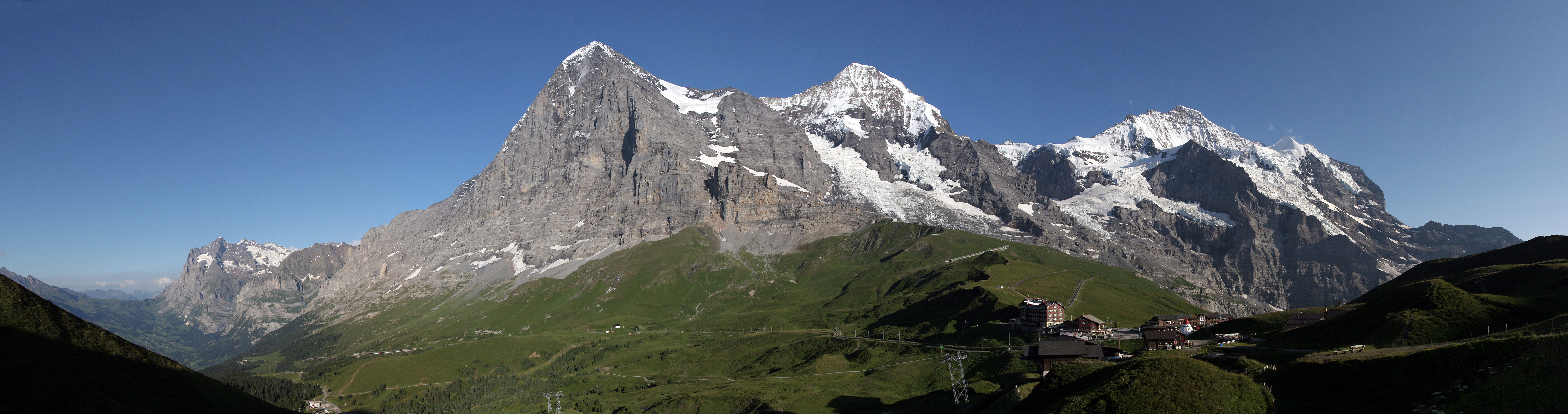
De Eiger (links), Monch (midden) en Jungfrau (rechts). Het observatorium is gesitueerd in het zadel tussen de Mönch en Jungfrau.